# Cosquín Rock
Le Cosquín Rock est un festival de rock organisé annuellement, depuis 2001, dans la province de Córdoba, en Argentine, avec une durée moyenne de trois jours. Il est actuellement organisé à l'aérodrome de Santa María de Punilla, une petite ville à 50 km au nord-ouest de la ville de Córdoba, sur la RN 38, et à peine trois km au sud de la ville de Cosquín.
Ce festival est fréquenté par des groupes et musiciens argentins et d'autres pays (en particulier hispanophones) tels que l'Uruguay, l'Espagne, le Mexique, et même les États-Unis. Il est le festival de rock le plus important en Argentine, et l'un des plus importants en Amérique latine, qui fait participer 120 000 personnes.

## Histoire
Le festival commence en 2001 avec le nom de Cosquín Rock, en allusion claire à la ville dans laquelle a eu lieu le premier festival. Le Cosquín Rock est une marque déposée, propriété de son créateur qui, jusqu'à la quatrième édition (en 2004). Plus tard, en 2005, et en raison d'un problème de nature économique (la commune a jugé insuffisant le chèque qu'il a reçu pour l'accomplissement de l'événement,, le festival se déplace dans la Commune de San Roque, et y continue ses activités jusqu'en 2011. À partir de cette année, et en raison d'un problème judiciaire avec une commune voisine,, l'endroit change encore, mais cette fois à l'aérodrome de Santa María de Punilla, une ville qui avait précédemment refusée d'« accueillir » ce festival d'après un accord signé avec la ville de Cosquín.
En 2017, la première édition de ce festival s'effectue à l'étranger. Le Trasloma Park de Guadalajara (Mexique) est l'hôte de la première édition du Cosquín Rock Mexico, le 18 février, avec des groupes argentins partageant la scène avec des groupes mexicains comme Caifanes, Café Tacvba et Rococo Pantheon, entre autres,. De même, il est confirmé qu'en septembre 2017 aura lieu le festival Cosquín Rock Peru, qui se tiendra dans la ville de Lima (Pérou). Le 21 octobre, le festival est importé en Colombie.